# Skoki narciarskie na Zimowych Igrzyskach Azjatyckich 2003
Skoki narciarskie na Zimowych Igrzyskach Azjatyckich 2003 – pierwsze w historii oficjalne i czwarte w ogóle zmagania o medale zimowych igrzysk azjatyckich w skokach narciarskich. Zawody odbyły się w japońskim Ōwani.
W programie zawodów znalazły się dwa konkursy na skoczni normalnej K90 w kompleksie Takinosawa – w rywalizacji indywidualnej zwyciężył Japończyk Kazuyoshi Funaki, a w konkursie drużynowym reprezentacja Korei Południowej.

## Medaliści
| Konkurs      | Złoto                                                                               | Srebro                                                                          | Brąz                                                                                  |
| ------------ | ----------------------------------------------------------------------------------- | ------------------------------------------------------------------------------- | ------------------------------------------------------------------------------------- |
| indywidualny | Kazuyoshi Funaki                                                                    | Akira Higashi                                                                   | Choi Heung-chul                                                                       |
| drużynowy    | Korea Południowa 1. Kim Hyun-ki 2. Choi Heung-chul 3. Kang Chil-ku 4. Choi Yong-jik | Japonia 1. Kazuyoshi Funaki 2. Akira Higashi 3. Yasuhiro Shibata 4. Yūta Watase | Kazachstan 1. Stanisław Filimonow 2. Maksim Połunin 3. Radik Żaparow 4. Pawieł Gajduk |

## Wyniki

### Konkurs indywidualny (4.02.2003)
Źródło: 
| M   | Zawodnik            | Reprezentacja    | Seria 1 | Seria 2 | Wynik punktowy |
| --- | ------------------- | ---------------- | ------- | ------- | -------------- |
| 1.  | Kazuyoshi Funaki    | Japonia          | 95,0 m  | 89,5 m  | 245,0          |
| 2.  | Akira Higashi       | Japonia          | 90,5 m  | 87,5 m  | 228,0          |
| 3.  | Choi Heung-chul     | Korea Południowa | 91,5 m  | 82,5 m  | 218,0          |
| 4.  | Stanisław Filimonow | Korea Południowa | 84,5 m  | 88,5 m  | 212,0          |
| 5.  | Maksim Połunin      | Kazachstan       | 88,0 m  | 83,5 m  | 211,5          |
| 6.  | Kim Hyun-ki         | Korea Południowa | 88,0 m  | 82,5 m  | 210,0          |
| 7.  | Yasuhiro Shibata    | Japonia          | 84,0 m  | 84,0 m  | 204,0          |
| 8.  | Choi Yong-jik       | Korea Południowa | 87,0 m  | 78,0 m  | 195,5          |
| 9.  | Kang Chil-ku        | Korea Południowa | 87,5 m  | 79,0 m  | 195,0          |
| 10. | Dmitrij Czwykow     | Kirgistan        | 78,5 m  | 85,0 m  | 193,5          |
| 11. | Pawieł Gajduk       | Kazachstan       | 79,0 m  | 81,0 m  | 183,0          |
| 12. | Radik Żaparow       | Kazachstan       | 74,0 m  | 76,0 m  | 157,5          |

### Konkurs drużynowy (6.02.2003)
Źródło: 
| M  | Zespół           | Reprezentacja       | Seria 1 | Seria 2 | Nota  | Nota zespołu |
| -- | ---------------- | ------------------- | ------- | ------- | ----- | ------------ |
| 1. | Korea Południowa | Kim Hyun-ki         | 90,0 m  | 97,0 m  | 249,5 | 952,0        |
| 1. | Korea Południowa | Choi Heung-chul     | 92,0 m  | 93,5 m  | 245,5 | 952,0        |
| 1. | Korea Południowa | Kang Chil-ku        | 93,5 m  | 88,0 m  | 235,0 | 952,0        |
| 1. | Korea Południowa | Choi Yong-jik       | 88,0 m  | 87,5 m  | 222,0 | 952,0        |
| 2. | Japonia          | Kazuyoshi Funaki    | 92,5 m  | 98,0 m  | 257,0 | 923,0        |
| 2. | Japonia          | Akira Higashi       | 91,0 m  | 94,0 m  | 244,0 | 923,0        |
| 2. | Japonia          | Yasuhiro Shibata    | 88,5 m  | 82,5 m  | 212,0 | 923,0        |
| 2. | Japonia          | Yūta Watase         | 80,0 m  | 90,0 m  | 210,0 | 923,0        |
| 3. | Kazachstan       | Stanisław Filimonow | 92,5 m  | 86,5 m  | 229,5 | 855,5        |
| 3. | Kazachstan       | Maksim Połunin      | 87,5 m  | 87,5 m  | 221,5 | 855,5        |
| 3. | Kazachstan       | Radik Żaparow       | 83,0 m  | 88,0 m  | 209,0 | 855,5        |
| 3. | Kazachstan       | Pawieł Gajduk       | 79,5 m  | 84,5 m  | 195,5 | 855,5        |